# فابیان مروژک
فابیان مروژک' (زاده ۲۸ سپتامبر ۲۰۰۳) بازیکن فوتبال لهستانی است که به عنوان دروازه‌بان  به شکل قرضی از لیورپول برای باشگاه فوتبال فارست گرین راورز در لیگ ملی فوتبال انگلستان بازی می‌کند.

## عملکرد باشگاهی
مروژک تمرینات خود را در کلوچبورک آغاز کرد. در سال ۲۰۱۷، او به آکادمی وروتسواف پیوست. در ژوئیه ۲۰۲۰ با تیم لیگ برتری لیورپول قرارداد امضا کرد و در لیگ جوانان یوفا ۲۲–۲۰۲۱ برای این باشگاه به میدان رفت. در ۱۵ ژوئیه ۲۰۲۲ و در یک بازی غیررسمی اولین حضورش را برای تیم اصلی تجربه کرد و در ۱۰ دقیقه پایانی از یک بازی دوستانه مقابل کریستال پالاس که پیروزی ۲–۰ را برای قرمزها به دنبال داشت فرصت بازی پیدا کرد.

در ۲۶ ژوئیه ۲۰۲۴، مروژک قرارداد خود را با لیورپول تمدید کرد و به مدت شش ماه به صورت قرضی به باشگاه بروماپویکارنا سوئد فرستاده شد. روز بعد و در پیروزی ۴–۳ مقابل میربانشان گوتبورگ، اولین بازی را برای تیمش انجام داد.
در ۴ فوریه ۲۰۲۵ و به صورت قرضی تا پایان فصل به تیم فارست گرین راورز در سطح لیگ ملی فوتبال انگلستان پیوست. ساعاتی پس از این انتقال، او در ترکیب اصلی تیمش مقابل میزبانشان داگنم و ردبریج قرار گرفت که پیروزی ۲–۰ را برایشان به همراه داشت.

## عملکرد ملی
مروژک برای تیم ملی لهستان در سطح جوانان دعوت شده است و هنوز در ترکیب تیم حضوری نداشته است.

## سبک بازی
نقاط قوت مروژک، آنگونه که یاکوب بدنارک، رئیس آکادمی باشگاه فوتبال وروتسواف به آن اشاره کرده، تعادل و قدرت ذهنی است.

## زندگی شخصی
او مانوئل نویر، بازیکن تیم ملی آلمان، را الگوی فوتبالی خود می‌داند.

## آمار عملکرد
تا تاریخ ۴ مارس ۲۰۲۵
| باشگاه                  | فصل          | لیگ                  | لیگ      | لیگ    | جام کشوری | جام کشوری | جام لیگ  | جام لیگ | قاره     | قاره   | سایر     | سایر   | مجموع    | مجموع  |
| باشگاه                  | فصل          | دسته                 | بازی(ها) | گل(ها) | بازی(ها)  | گل(ها)    | بازی(ها) | گل(ها)  | بازی(ها) | گل(ها) | بازی(ها) | گل(ها) | بازی(ها) | گل(ها) |
| ----------------------- | ------------ | -------------------- | -------- | ------ | --------- | --------- | -------- | ------- | -------- | ------ | -------- | ------ | -------- | ------ |
| لیورپول زیر ۲۳ سال      | ۲۲–۲۰۲۱      | —                    | —        | —      | —         | —         | —        | —       | —        | —      | ۰        | ۰      | ۰        | ۰      |
| لیورپول زیر ۲۳ سال      | ۲۴–۲۰۲۳      | —                    | —        | —      | —         | —         | —        | —       | —        | —      | ۲        | ۰      | ۲        | ۰      |
| لیورپول زیر ۲۳ سال      | مجموع        | مجموع                | —        | —      | —         | —         | —        | —       | —        | —      | ۲        | ۰      | ۲        | ۰      |
| لیورپول                 | ۲۴–۲۰۲۳      | لیگ برتر             | ۰        | ۰      | ۰         | ۰         | ۰        | ۰       | ۰        | ۰      | —        | —      | ۰        | ۰      |
| بروماپویکارنا (قرضی)    | ۲۰۲۴         | لیگ برتر فوتبال سوئد | ۵        | ۰      | ۰         | ۰         | —        | —       | —        | —      | —        | —      | ۵        | ۰      |
| فارست گرین راورز (قرضی) | ۲۵–۲۰۲۴      | لیگ ملی              | ۷        | ۰      | —         | —         | —        | —       | —        | —      | —        | —      | ۷        | ۰      |
| مجموع عملکرد            | مجموع عملکرد | مجموع عملکرد         | ۱۲       | ۰      | ۰         | ۰         | ۰        | ۰       | ۰        | ۰      | ۲        | ۰      | ۱۴       | ۰      |

1. ↑  بازی‌ها در جام لیگ فوتبال انگلستان